# Gregori VIII (antipapa)
Gregori VIII (Llemosí, ? - Abadia de Cluny, 29 de gener del 1119) Antipapa de nom de baptisme Maurice Bourdin (Bardinus), al que l'emperador germànic Enric V, feu proclamar Papa en lloc de Gelasi II, i prengué el nom de Gregori VIII.
Havia sigut monjo del monestir de Llemotges a França, d'on el porta a Espanya el 905 Bernardo, arquebisbe de Toledo, per a la reforma de la seva diòcesi. Més tard s'ocupà de la seu episcopal de Coimbra, i havent mort a finals de 1108 Sant Giraldo, arquebisbe de Braga, fou nomenat per a succeir-li Maurice Bourdin.
Després passà a Roma, on aconseguí la confirmació i el pal·li de Pasqual II qui el va nomenar llegat seu vers de l'emperador Enric V amb el fi de negociar la pau amb aquest. Morta la comtessa Matilde, Enric V es dirigí a Roma per la Pasqua de 1117. Pasqual II s'havia retirat a Montecassino, més l'emperador, entrant en la ciutat, reuní als cardenals exigint que el coronessin de bell nou. El mateix legat pontifici, Boudin, mogut per una malsana ambició, es prestà a portar a fi tal cerimònia, i Enric V va poder celebrar abadia de Montecassino de manera solemne la Pasqua. En assabentar-se'n Pasqual II reuní a Benevent un Concili en el que excomunicà en Boudin. Aquest fou quasi l'últim acte d'aquest Papa, perquè morí poc temps després (gener de 1118). A la seva mort fou elegit el diaca Giovanni Coniulo, que llavors estava a Montecassino, i que en la seva elevació prengué el nom de Gelasi II. Només tenir-ne notícia d'aquest fet els partidaris de l'emperador assaltaren amb Cencio Frangipani la casa on havia tingut lloc l'elecció, arrossegaren per terra al Pontífex romà, l'aferrallaren en presons, de les que per fi assoli escapolir-se'n, marxant a Gaeta, on fou ordenat de prevere i consagrat bisbe en el mes de març d'aquell any 1118.
Per aquest mateix temps Enric V feia elegir per a la seu romana l'excomunicat Maurice Bourdin. No mancaren jurisconsults com Guarneri de Bolonya que es doblegaren als desitjos de l'emperador, defensant la licitud de l'elecció de l'antipapa, que s'anomenà Gregori VIII, i el qual, en pagament, el 2 de juny coronà de bell nou a l'emperador.
Gelasi II hagué de fugir a França, i celebrà un sínode a Viena del Delfinat, d'on es traslladà a Cluny, monestir en el qual morí el 1119. Pocs dies després fou elegit Papa pels cardenals, Guiu de Borgonya, l'arquebisbe de Viena del Delfinat, el qual prengué el nom de Calixt II. A finals d'aquest anys reuní a Reims un Concili aquest Papa, i després d'haver intentat en va reduir a Enric V, pronuncià al concloure les sessions d'aquesta Assemblea l'excomunicació major contra l'emperador germànic i l'antipapa Gregori VIII.
Calixt II es dirigí després vers Roma, on entrà el juny de 1120 i després d'un viatge a Benevent assetjà la fortalesa de Sutri, convertida per Bourdin en niu d'impietats i furts. Més els seus habitants, per no experimentar els horrors del saqueig, entregaren l'intrús, el qual fou pujat sobre un camell, junt a la cua que li servia de brida, després d'haver-lo vestit amb una pell de boc coberta de sang a manera de mantell vermell, i així entrà a Roma. El poble li hagués fet expiar la seva usurpació amb la mort de no haver-ho impedit Calixt II. Bourdin fou portat, per ordre del Papa, al monestir de Cava, prop de Salern, i d'allà a la ciutadella de Janula, prop de Montecassino, d'on el va treure el Papa següent, Honori II, per tancar-lo en la fortalesa de Fumone, prop d'Alatri. Sembla que encara va viure força temps, fins a la seva mort en aquesta mateixa presó.